# Underwood Park
Der Underwood Park war ein Fußballstadion im schottischen Paisley, Grafschaft Renfrewshire. Es war die Heimatstätte des FC Abercorn zwischen 1889 und 1899, als dieser in der Scottish Football League spielte.

## Geschichte
Abercorn zog im Jahr 1889 vom Blackstoun Park in den Underwood Park. Das neue Gelände hatte eine Holztribüne mit einer Kapazität für 750 Zuschauer an der Westseite des Spielfelds. In der nordwestlichen Ecke des Geländes wurde ein Pavillon aus dem Blackstoun Park wieder aufgebaut. 1890 wurde der Holztribüne ein Dach hinzugefügt, später wurde eine Rad- und Laufstrecke um das Spielfeld herum hinzugefügt.
Abercorn war Gründungsmitglied der Scottish Football League, und das erste Ligaspiel wurde am 13. September 1890 im Underwood Park gegen den FC Renton ausgetragen. Als Renton jedoch später aus der Liga ausgeschlossen wurde, wurde das Ergebnis annulliert und die Resultate von Renton gelöscht. Am 22. März 1890 wurde der Platz für ein Länderspiel zwischen Schottland und Wales genutzt, wobei Schottland bei einer Zuschauerkulisse von 7000 mit 5:0 gewann. Abercorns höchste Zuschauerzahl in der Liga erreichte der Verein im Underwood Park zu Beginn der folgenden Saison, als 6000 am 12. September 1891 eine 2:5-Niederlage gegen Celtic Glasgow sahen.
1899 zog Abercorn in den Old Ralston Park, und der Gemeinderat kaufte das Gelände. Das letzte Ligaspiel wurde am 8. April 1899 im Underwood Park ausgetragen, bei einem 3:3-Unentschieden gegen den FC Ayr in der Division Two 1898/99.